# Savigny (Rodan)
Savigny – miejscowość i gmina we Francji, w regionie Owernia-Rodan-Alpy, w departamencie Rodan.
Według danych na rok 1990 gminę zamieszkiwało 1535 osób, a gęstość zaludnienia wynosiła 72 osób/km² (wśród 2880 gmin regionu Rodan-Alpy Savigny plasuje się na 556. miejscu pod względem liczby ludności, natomiast pod względem powierzchni na miejscu 449.).